# Фрайбургский собор
Фрайбургский собор (нем. Freiburger Münster, Münster Unserer Lieben Frau) — крупная городская церковь (собор) немецкого города Фрайбурга, построенная в готическом (большей частью) и романском стилях. Так как Фрайбург с 1827 года является резиденцией епископа, то церковь является формально кафедральным собором, но тем не менее традиционно называется Münster, а не Dom. На русский язык, однако, оба эти слова переводятся как «кафедральный собор». Главным строительным материалом является песчаник.
Это единственная сохранившаяся до сих пор готическая церковь Германии такого типа, строительство которой было закончено ещё в средневековье (около 1330 года). Даже во время сильной бомбардировки города во время второй мировой войны (27 ноября 1944 года), собор остался практически не повреждённым, хотя почти все здания вокруг были разрушены и центр Фрайбурга превратился в руины.

## История

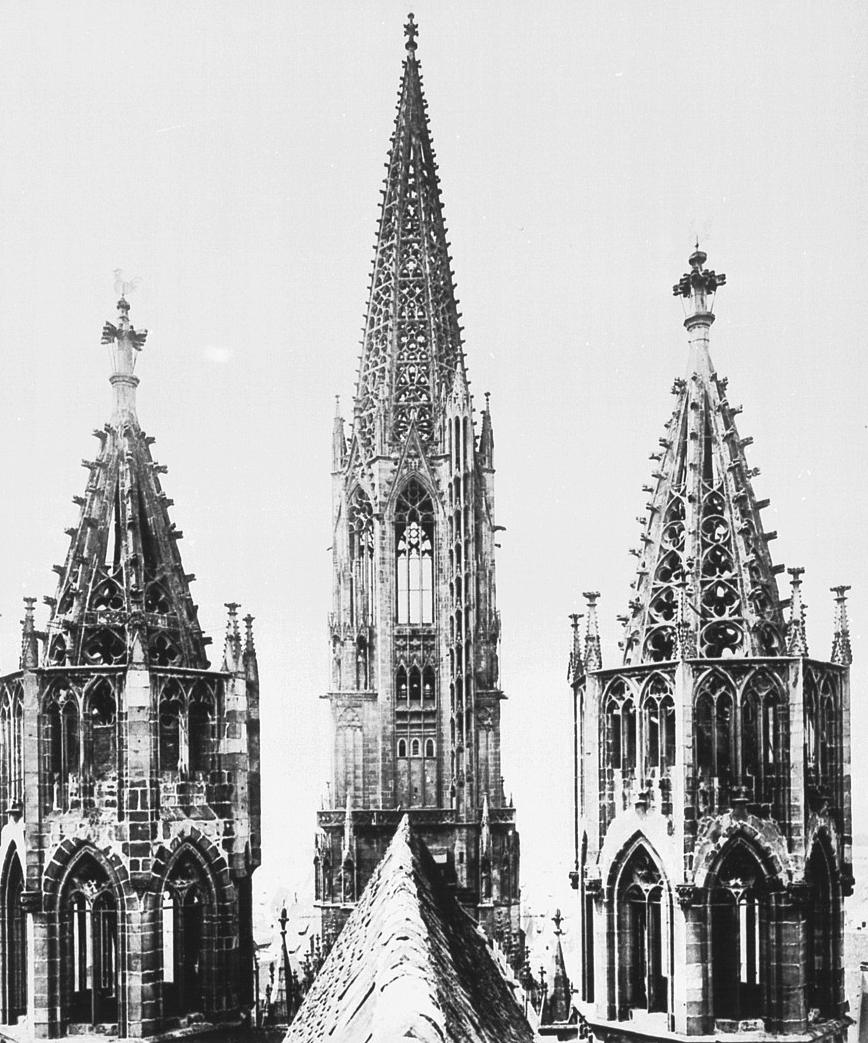
Главная башня в готическом стиле

В процессе строительства можно выделить три периода: «конрадский»-романский, «бертольдский»-позднероманский и готический/позднеготический.
Первый период назван по имени Конрада из династии Церингенов и начинается в 1120 году, в котором Фрайбург получил от него и его брата Бертольда III рыночное и городское право (нем. Markt- und Stadtrecht). Эти братья Церингены считаются также основателями города. От первой постройки сохранились только остатки фундамента.
При последнем Церингене Бертольде V начался в 1210/1218 годах второй период строительства в поздне-романском трёхнефовом стиле. От него сохранились только поперечный неф и остатки башен.
В третий период строительства, начатый в 1230 году, оформился внешний готический вид собора, сохранившийся по сей день. Во время строительства Фрайбург не был резиденцией епископа, став таковой только в 1827 году, поэтому в отличие от многих других готических соборов, у собора спереди только одна башня, так как соборы с двумя башнями считались исключительной привилегией епископов.
Швейцарский историк-искусствовед Якоб Буркхардт назвал 116-метровую главную башню собора «самой красивой башней христианства». В ней находятся 18 колоколов, самый старый из которых (нем. Hosanna-Glocke) был создан в 1258 году, и весит 3290 кг — это один из старейших сохранившихся колоколов такого размера.

## Особенности

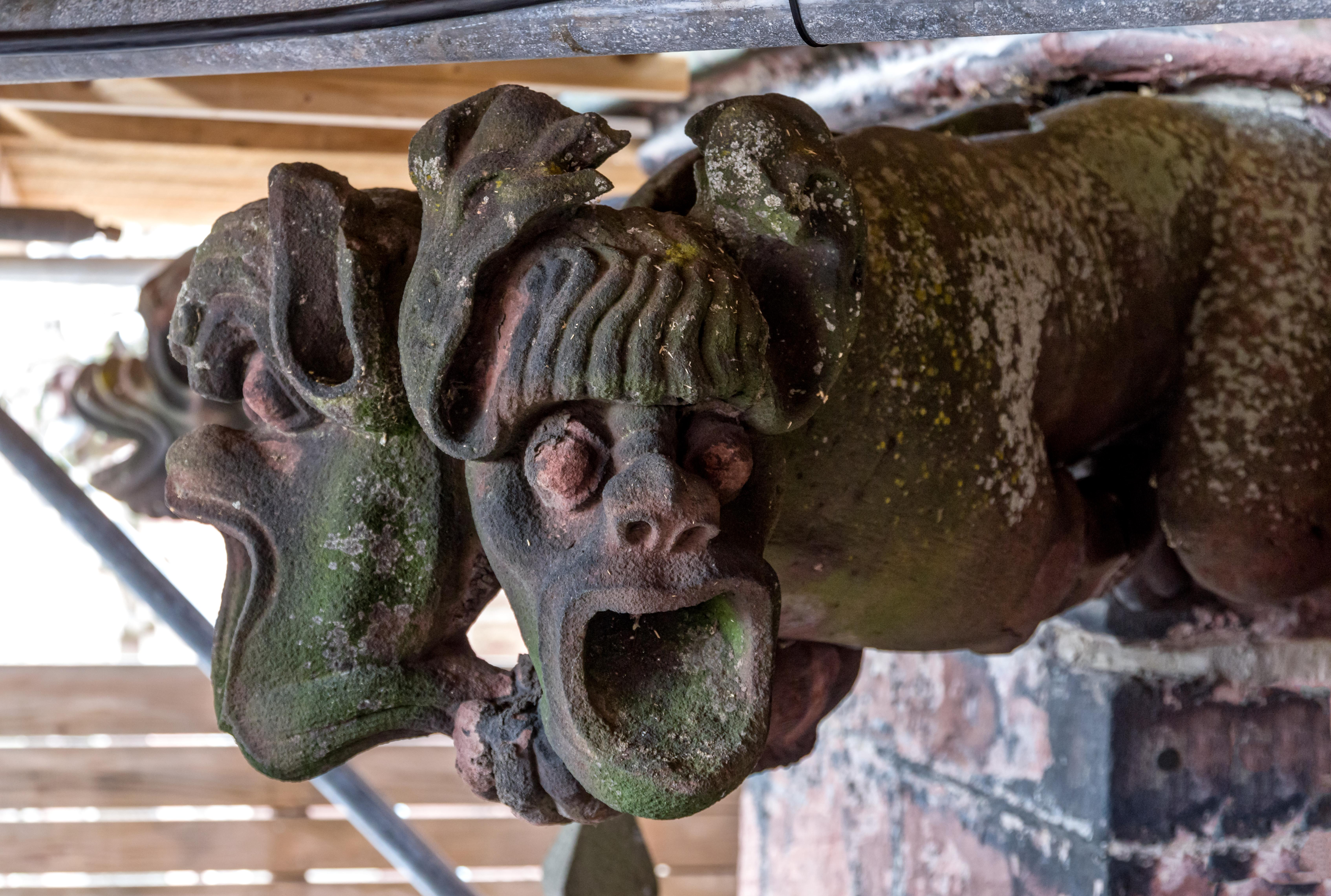
Мнимый водосточный жёлоб

Собор славится обилием причудливых украшений сточных желобов, имеющихся только у немногих готических соборов. Среди прочего, имеется человеческая фигура, в которой вода вытекает наружу из голого зада — предполагается, что задница была направлена каменотёсами в сторону резиденции епископа, задолжавшего им денег. Другая городская
легенда гласит, что на строительство Фрайбургского собора жертвовали деньги все жители прилегающих к месту строительства домов; лишь один домовладелец отказался внести пожертвование. Именно к его дому и направлена одна-единственная фигура, расположенная задней частью туловища.

### Размеры
- Внутренняя длина: 124 метра
- Внешняя длина: 127 метров
- Ширина: 30 метров
- Высота башни: 116 метров (на высоту 70 метров можно подняться по лестницам)

## Фотогалерея

Фрайбургский собор - Freiburger Münster
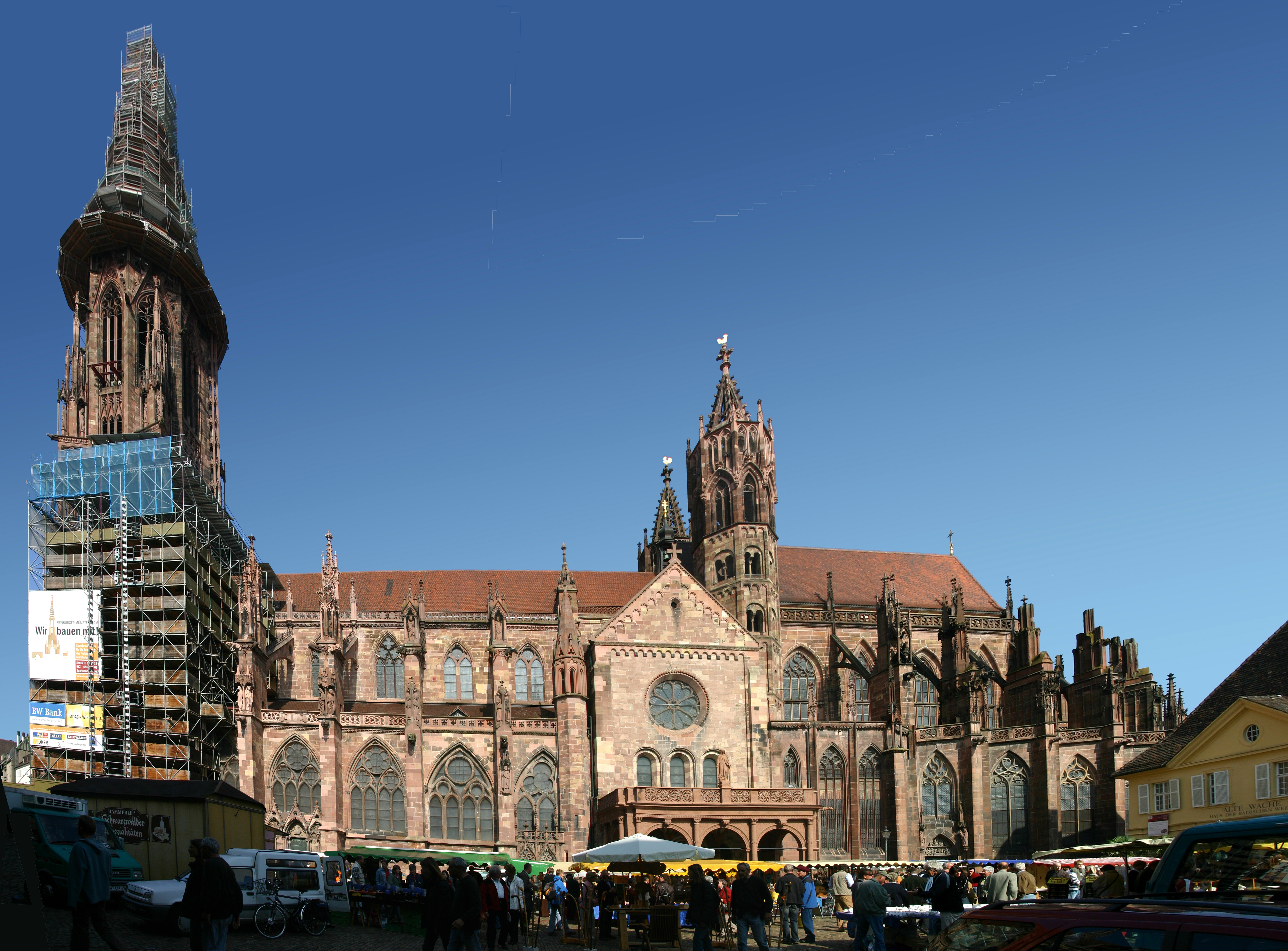
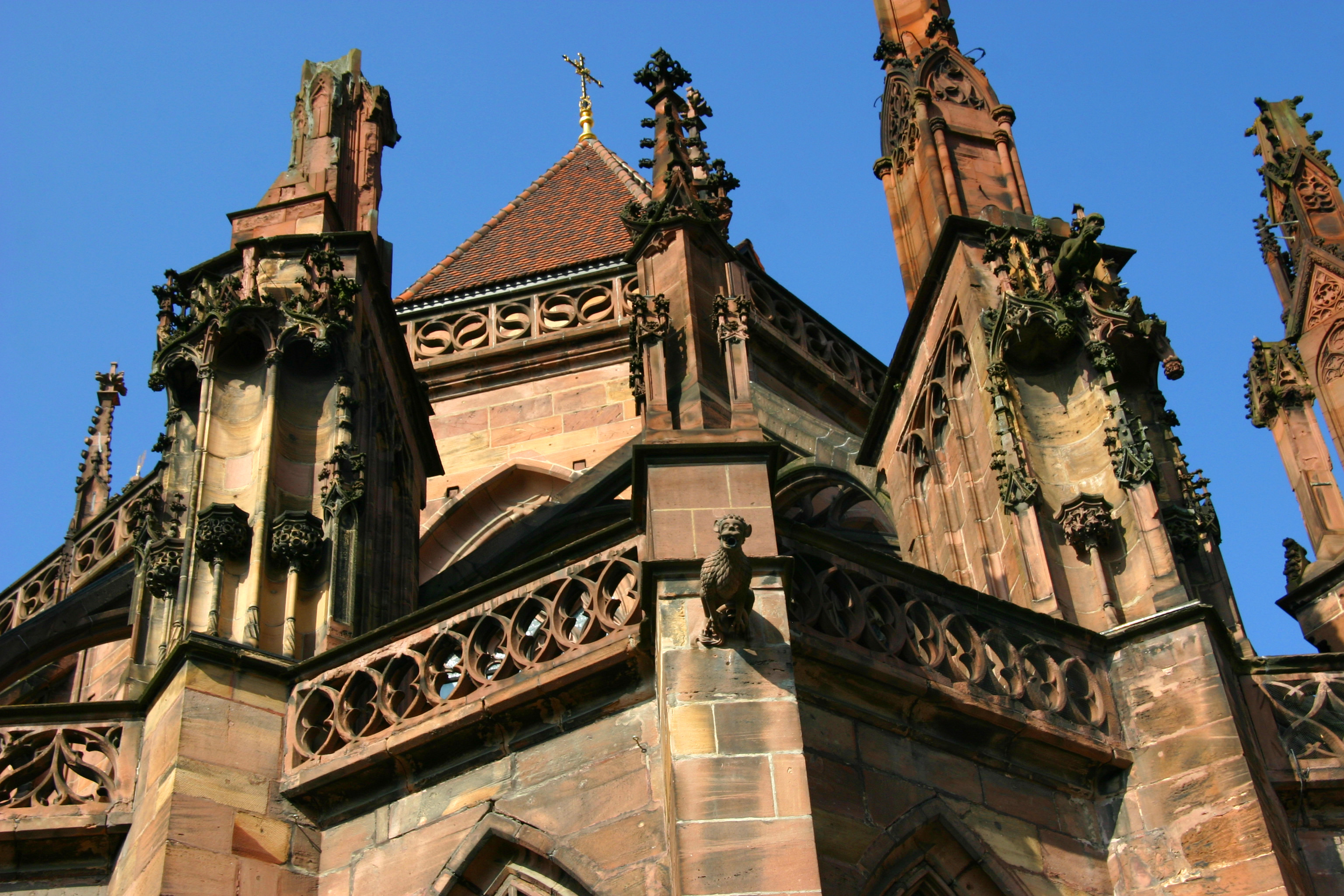
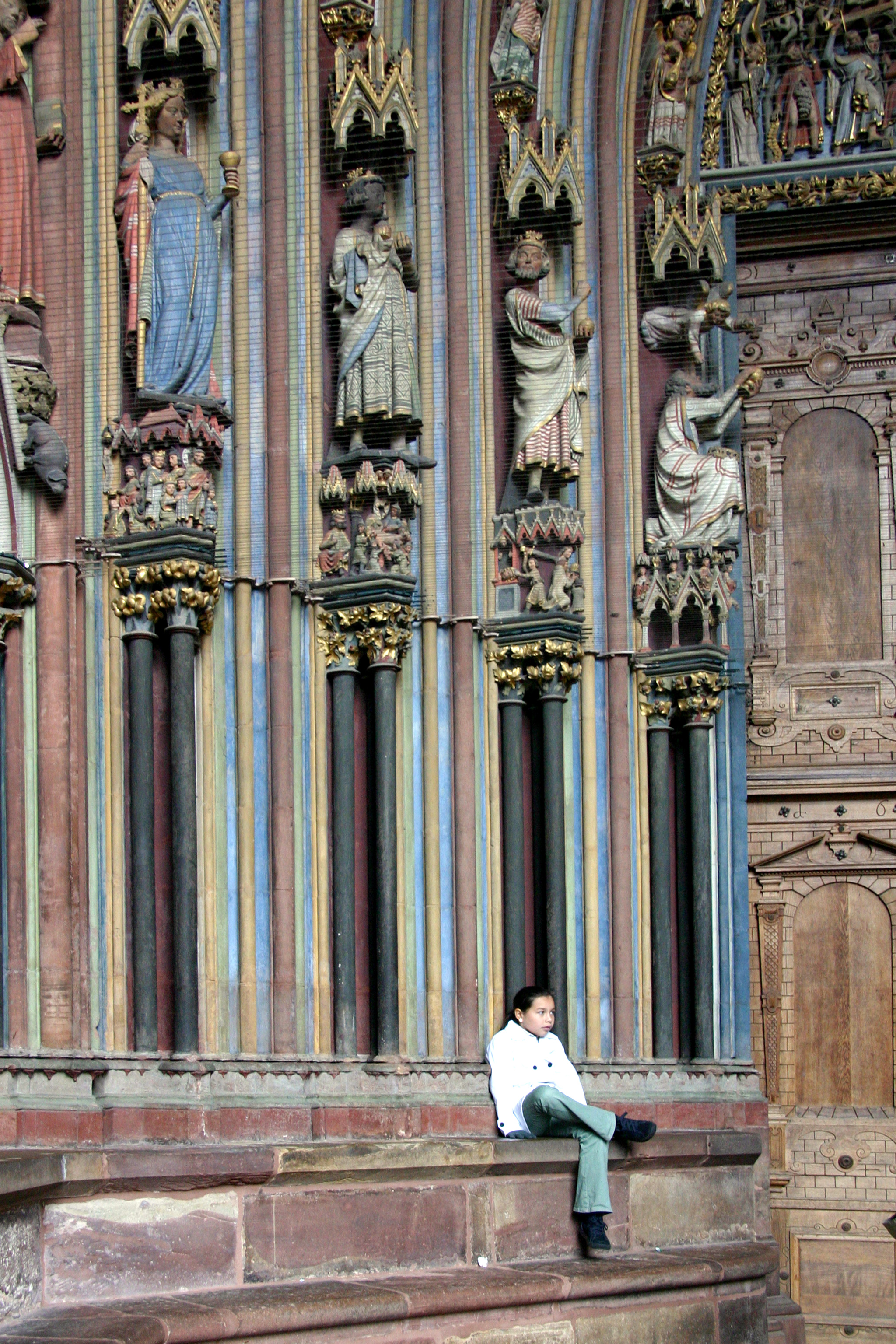
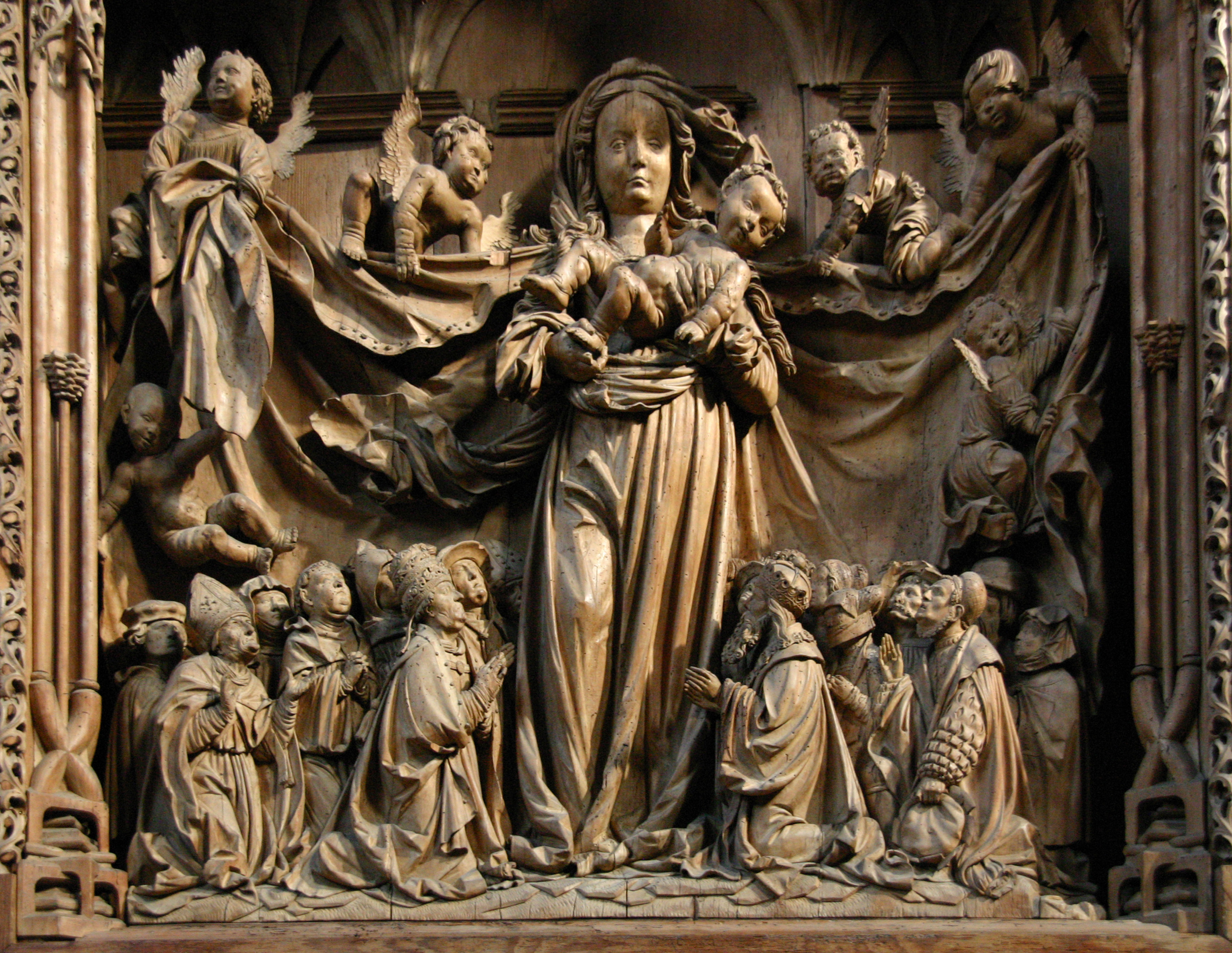
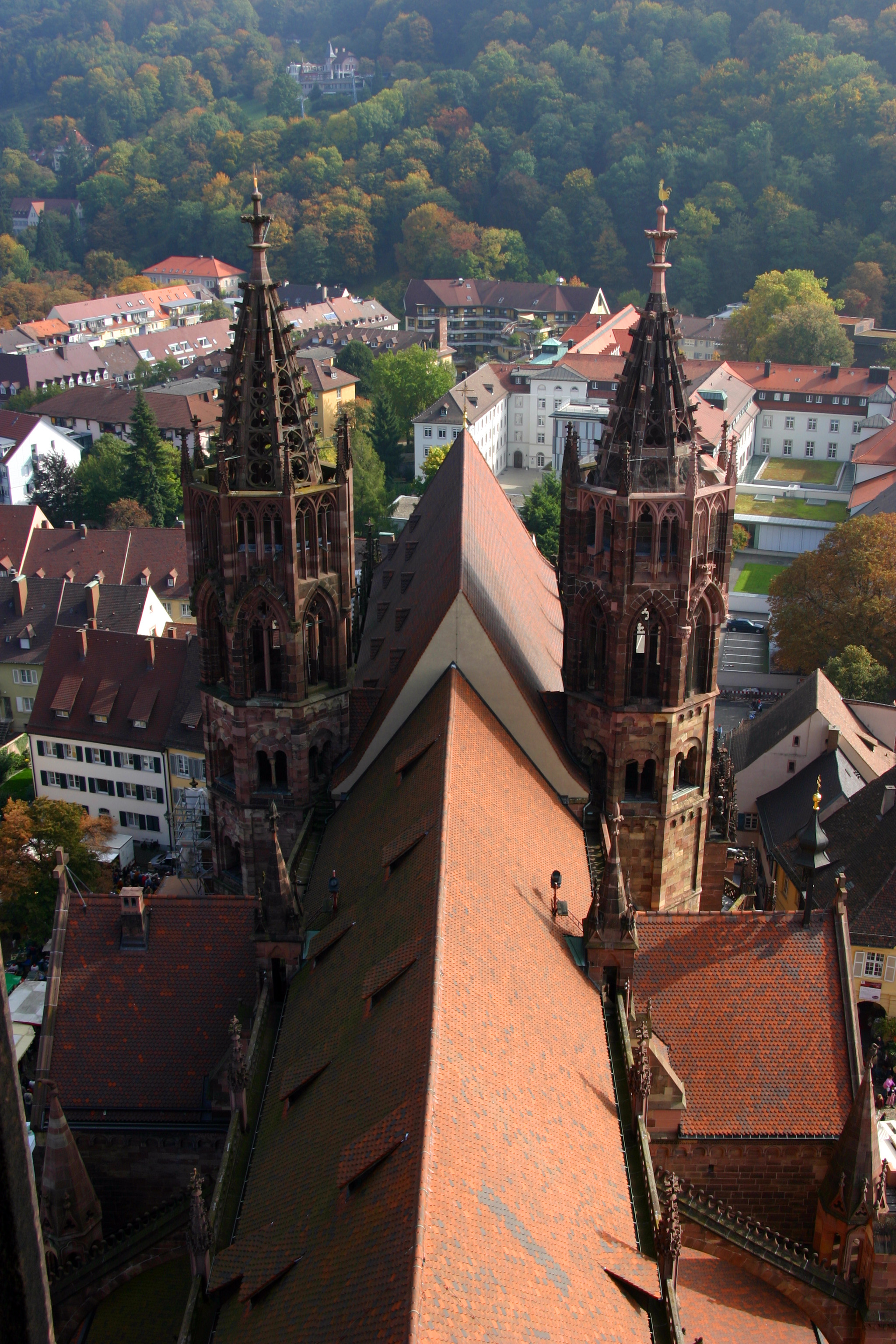